# Le Mesnillard
Le Mesnillard – miejscowość i gmina we Francji, w regionie Normandia, w departamencie Manche.
Według danych na rok 1990 gminę zamieszkiwało 301 osób, a gęstość zaludnienia wynosiła 31 osób/km² (wśród 1815 gmin Dolnej Normandii Le Mesnillard plasuje się na 595. miejscu pod względem liczby ludności, natomiast pod względem powierzchni na miejscu 527.).